# Sikorsky CH-54 Tarhe
Sikorsky CH-54 Tarhe — тяжёлый транспортный вертолёт США. Разработан и производился предприятием Sikorsky Aircraft с 1962 года для армии США, выпущено 105 вертолётов. Эксплуатировался в ходе Вьетнамской войны. Существует гражданская модификация S-64 Skycrane.

## Разработка и конструкция

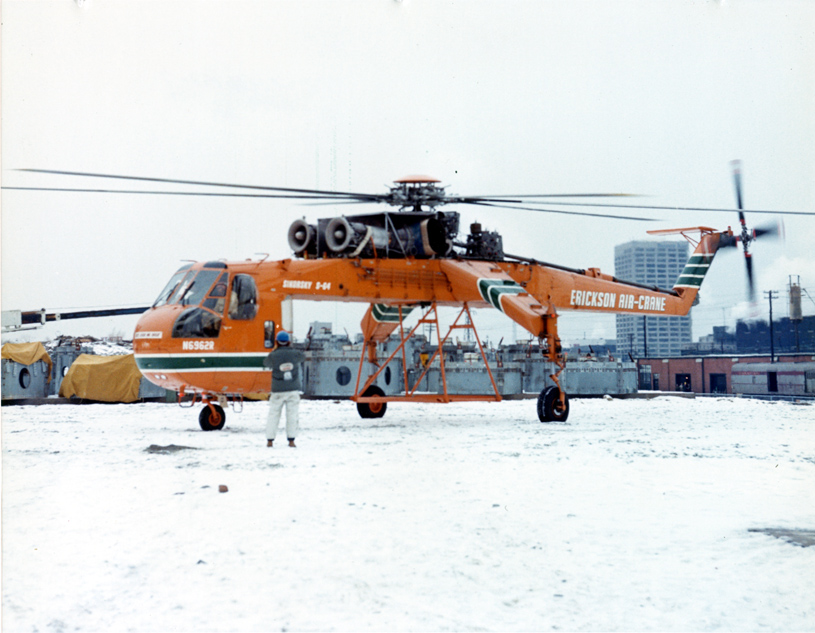
Erickson Air-Crane S-64

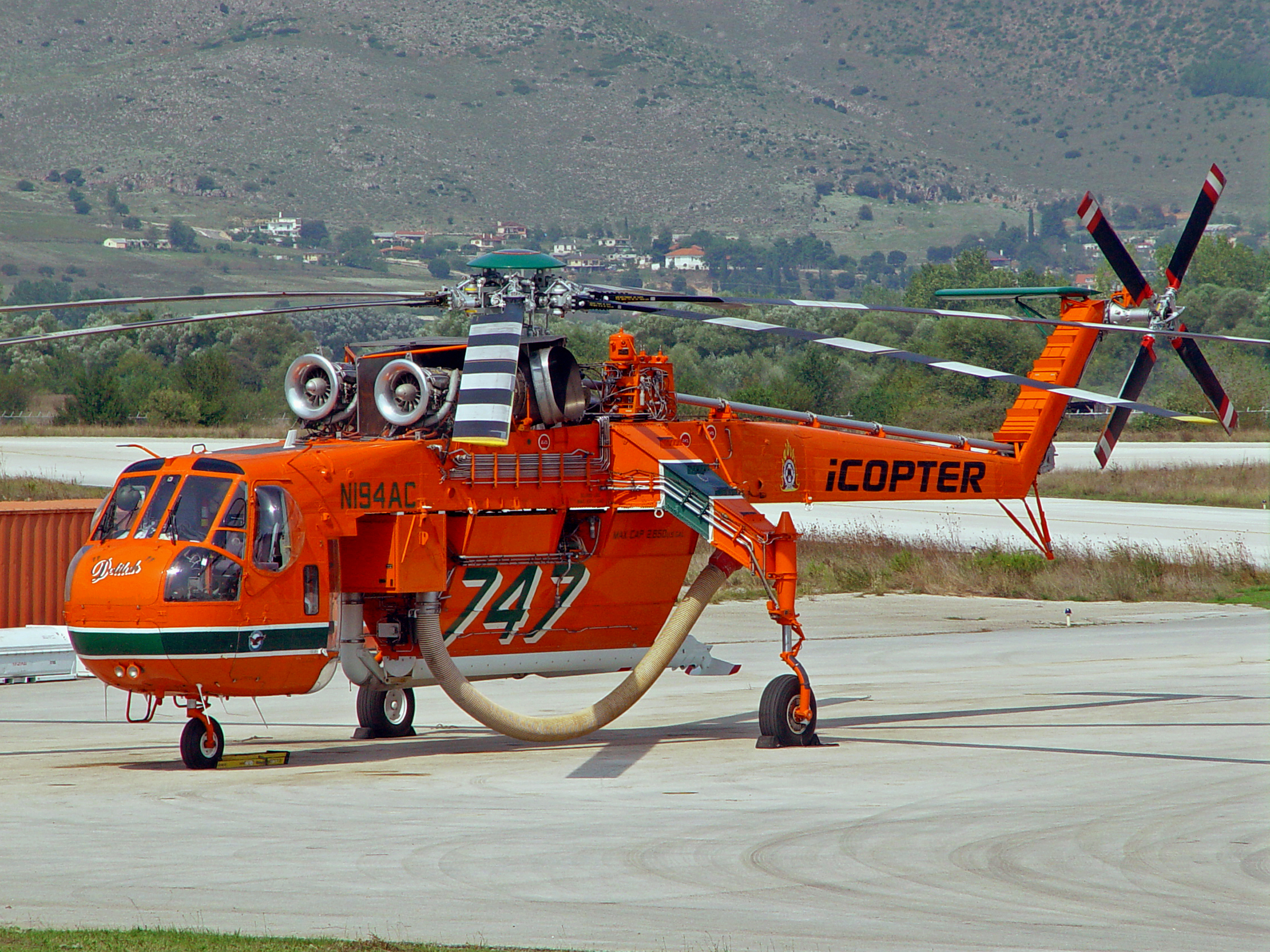
Пожарный S-64E Erickson Air-Crane в Греции

Прототипом данной машины (и в целом концепции вертолёта-крана) был опытный вертолёт Сикорского S-60. Он был оснащён поршневыми двигателями, и вскоре стала очевидной необходимость создания машины с более мощной силовой установкой и лучшими характеристиками.
Первый полёт вертолёта S-64 Skycrane, оснащенного двумя газотурбинными двигателями, был выполнен 9 мая 1962 года. Машина была спроектирована по схеме «летающего шасси», или модульной схеме. Вертолёт оснащался высоким шасси. Такая конструкция позволяла устанавливать, а точнее-подвешивать на вертолёт различные варианты платформ (транспортные грузопассажирские кабины, негабаритные грузы, контейнеры и пр.). Вертолёт был хорошо приспособлен и для перевозки грузов на внешней подвеске. Мощная гидравлическая лебёдка позволяла подбирать грузы на режиме зависания, без необходимости посадки. Такие характеристики вполне устроили военных заказчиков, и армия США приобрела 105 вертолётов, присвоив им обозначение CH-54. Вертолёты использовались в ходе боевых действий во Вьетнаме, в частности- для эвакуации поврежденных самолётов и вертолётов. С течением времени они были заменены транспортными вертолётами Boeing CH-47 Chinook, хотя отдельные машины эксплуатировались Национальной гвардией США до начала 1990-х годов. Кроме того, предприятие Sikorsky Aircraft выпустило семь вертолётов в гражданском варианте S-64E.

## Гражданская эксплуатация
Некоторое количество машин, выведенных из армейской эксплуатации, было приобретено частными компаниями. Так, предприятие Erickson Air-Crane (США, штат Орегон) эксплуатирует данные вертолёты (в гражданском обозначении Erickson S-64 Aircrane) для перевозки тяжёлых грузов, вертолётной трелёвки леса и борьбы с лесными пожарами (кроме США, эти машины применялись для тушения пожаров также в Греции, Италии, Австралии). В противопожарном варианте вертолёт комплектуется водяной цистерной емкостью 10 000 литров. Предприятие внесло более 1 350 изменений в первоначальную конструкцию вертолёта. В 1992 году компания выкупила у Sikorsky права на производство вертолёта и получила сертификат типа.

## Лётно-технические характеристики
- Экипаж: 3
- Полезная нагрузка: 9000 кг
- Длина: 26,97 м
- Диаметр несущего винта: 21,95 м
- Высота: 7,75 м
- Вес (пустой): 8980 кг
- Вес (максимальный взлетный): 21 000 кг
- Силовая установка: 2×ГТД Pratt & Whitney T73-P-700 мощностью 4800 л. с. (3580 kW) каждый
- Mаксимальная скорость: 240 км/ч
- Крейсерская скорость: 185 км/ч
- Дальность: 370 км
- Практический потолок: 5600 м
- Скороподъёмность: 6,75 м/с

## Рекорды
Рекорд скороподъёмности: 4 ноября 1971 года Делберт У. Хант поднялся на высоту 9000 м за 5 минут и 58 секунд.